# Kaempferol
Kaempferol (auch Kämpferol) ist als Produkt der Oxidation von Pelargonidin ein natürlich vorkommendes Flavonol aus der Stoffgruppe der Flavonoide.

## Vorkommen
Kaempferol kommt in roten Weintrauben, Ginkgo, Grapefruits, verschiedenen Kohlsorten wie Brokkoli und Rosenkohl, Passionsblumen, Seidelbast, Äpfeln, Tomaten, Grüntee, Kartoffeln, Zwiebeln, Kürbis, Salatgurke, Salat, grünen Bohnen, Pfirsich, Brombeeren, Himbeeren, Spinat, Hopfen, Aloe vera, Coccinia grandis, Cuscuta chinensis, Euphorbia pekinensis, Glycine max, Hypericum perforatum, Pinus sylvestris, Moringa oleifera, Rosmarin, Sambucus nigra, Toona sinensis, Ilex, Endivie, Gewürzlilie (Kaempferia galanga) und anderen Pflanzen vor. Die Pflanzengattung Kaempferia wurde nach Engelbert Kaempfer benannt.

## Eigenschaften
Viele Glykoside von Kaempferol, zum Beispiel Kaempferitrin und Astragalin, können aus Pflanzenteilen isoliert werden. Die Biosynthese erfolgt aus Phenylalanin, aus dem 4-Cumaroyl-CoA gebildet wird. In Folge entsteht mit drei Malonyl-CoA das Naringeninchalkon (Tetrahydroxychalkon) durch die Chalkonsynthase. Daraus wird Naringenin gebildet und zu Dihydrokaempferol hydroxyliert, aus dem durch Dehydrogenierung Kaempferol gebildet wird.
Kaempferol ist ein Phytoöstrogen und wird in Zusammenhang mit der Apoptose von Krebszellen untersucht. Es gibt Hinweise darauf, dass der östrogene Effekt von Kämpferol sich positiv auf die postmenopausale Osteoporose auswirken könnte. Ferner werden Kaempferol antimikrobielle, antientzündliche, kardio- und neuroprotektive, analgetische und anxiolytische Wirkungen zugeschrieben.